# Quevauvillers
Quevauvillers is een gemeente in het Franse departement Somme (regio Hauts-de-France) en telt 1037 inwoners (2004). De plaats maakt deel uit van het arrondissement Amiens.

## Geografie
De oppervlakte van Quevauvillers bedraagt 8,8 km², de bevolkingsdichtheid is 117,8 inwoners per km².
De onderstaande kaart toont de ligging van Quevauvillers met de belangrijkste infrastructuur en aangrenzende gemeenten.

## Demografie
Onderstaande figuur toont het verloop van het inwonertal (bron: INSEE-tellingen).